# Faria Lemos
Faria Lemos är en kommun i Brasilien.   Den ligger i delstaten Minas Gerais, i den sydöstra delen av landet, 800 km sydost om huvudstaden Brasília. Antalet invånare är 3 377.
Omgivningarna runt Faria Lemos är huvudsakligen savann. Runt Faria Lemos är det ganska glesbefolkat, med 31 invånare per kvadratkilometer.